# Dillon Lane
Dillon Lane (ur. 1 listopada 1993 w Phoenix, Arizona) – amerykański aktor i muzyk.
Znany z roli Skinnera z serialu młodzieżowego Nickelodeon – Mega przygody Bucketa i Skinnera.

## Filmografia
- 2012: Zdaniem freda jako sprzedający koktajle
- 2011-2012: Mega przygody Bucketa i Skinnera jako Skinner